# ريتشارد بيليتييه
ريتشارد بيليتييه (بالفرنسية: Richard Pelletier)‏ هو لاعب كرة قدم فرنسي في مركز الدفاع، ولد في 30 نوفمبر 1988 في نيور في فرنسا. لعب مع إمباكت مونتريال ونادي أنغوليم ونادي بريست ونادي بلابينيك.